# Siegfried Grosse
Siegfried Adolf Eduard Grosse (* 22. Oktober 1924 in Grimma; † 17. Januar 2016 in Bochum) war ein deutscher Germanist.

## Leben
Siegfried Grosse besuchte die Fürstenschule in Grimma (1937–1942). Sein Abitur legte Grosse 1946 in Grimma ab. Von 1947 bis 1952 studierte er Germanistik, Anglistik, Latinistik und Philosophie an der Albert-Ludwigs-Universität Freiburg in Freiburg im Breisgau. 1952 wurde er mit einer Arbeit über "Der Gedanke des Erbarmens in den deutschen Dichtungen des zwölften und beginnenden dreizehnten Jahrhunderts" zum Dr. phil promoviert, 1963 habilitierte er sich.
1964 wurde er zum ordentlichen Professor an der Ruhr-Universität Bochum ernannt und war „Gründungsprofessor“  des Germanistischen Instituts. Dort baute er die Fachbereiche Ältere Germanistik und Germanistische Sprachwissenschaft auf sowie die Fakultät für Philologie, deren Dekan er war (1966–1968). Er war Pro-Rektor für Lehre (1969–1972) und Rektor der Ruhr-Universität Bochum (1972–1973). 1990 wurde er emeritiert.
Siegfried Grosse widmete sich u. a. dem Werk von Hartmann von Aue, von Heinrich von Kempten, von Joseph von Eichendorff und von Siegfried Lenz. Er schuf die bei Reclam erschienene Prosaübersetzung des Nibelungenliedes und erforschte die deutsche Sprachgeschichte vom Mittelhochdeutschen bis zur Sprache des Ruhrgebiets im 20. Jahrhundert.
Seit 1994 gehörte er in Bochum dem Institut für Deutschlandforschung an und beschäftigte sich mit der Deutschen Literatur des Mittelalters und der neueren Geschichte der deutschen Sprache. Er war einer der Mitbegründer des Institut für Deutsche Sprache im Jahre 1964 und von 1987 bis 1993 als Präsident.
Siegfried Grosse ist der Vater der Künstlerin Katharina Grosse.

## Ehrungen und Auszeichnungen
Am 30. Januar 1981 wurde Grosse das Bundesverdienstkreuz am Bande des Verdienstordens der Bundesrepublik Deutschland verliehen, am 1. Februar 1994 das Bundesverdienstkreuz 1. Klasse. 1999 wurde er Träger der Leibniz-Medaille der Akademie der Wissenschaften und der Literatur Mainz, 2000 Träger des Konrad-Duden-Preises.

## Veröffentlichungen (Auswahl)
- As if - Konjunktion zwischen Schein und Wirklichkeit in den späten Dramen Eugene O'Neills. In: Poetica, Bd. 2 (1968), S. 521–540.

- Kontinuität und Diskontinuität in der Sprachwissenschaft. In: Hans Trümpy (Hrsg.): Kontinuität, Diskontinuität in den Geisteswissenschaften. Wissenschaftliche Buchgesellschaft, Darmstadt 1973, ISBN 3-534-06477-1, S. 189–212.
- Das syntaktische Feld des Aphorismus. In: Gerhard Neumann (Hrsg.): Der Aphorismus. Zur Geschichte, zu den Formen und Möglichkeiten einer literarischen Gattung (= Wege der Forschung. Bd. 356). Wissenschaftliche Buchgesellschaft, Darmstadt 1976, ISBN 3-534-05731-7, S. 378–398.
- (Hrsg., mit Ulrich Engel): Grammatik und Deutschunterricht (= Sprache der Gegenwart. Bd. 44). Schwann, Düsseldorf 1978, ISBN 3-590-15644-9.
- mit Wolfgang Mentrup (Hrsg.): Bürger, Formulare, Behörde. Wissenschaftliche Arbeitstagung zum Kommunikationsmittel "Formular", Mannheim, Oktober 1979 (= Institut für Deutsche Sprache Mannheim / Forschungsberichte. Bd. 51). Narr, Tübingen 1980, ISBN 3-87808-651-2.
- mit Wolfgang Mentrup (Hrsg.): Anweisungstexte (= Institut für Deutsche Sprache Mannheim / Forschungsberichte. Bd. 54). Narr, Tübingen 1982, ISBN 3-87808-654-7.
- (Hrsg.): Schriftsprachlichkeit (= Sprache der Gegenwart. Bd. 59). Schwann, Düsseldorf 1983, ISBN 3-590-15659-7.
- mit Karl-Heinz Bausch (Hrsg.): Praktische Rhetorik. Beiträge zu ihrer Funktion in der Aus- und Fortbildung. Auswahlbibliographie. Institut für Deutsche Sprache, Mannheim 1985, ISBN 3-922641-25-3.
- Überblick über die Rezeption der deutschen Literatur des Mittelalters im 19. Jahrhundert. In: Peter Wapnewski (Hrsg.): Mittelalter-Rezeption. Metzler, Stuttgart 1986, ISBN 3-476-00576-3, S. 377–391.
- mit Karl-Heinz Bausch (Hrsg.): Grammatische Terminologie in Sprachbuch und Unterricht (= Sprache der Gegenwart. Bd. 69). Schwann, Düsseldorf 1987, ISBN 3-590-15669-4.
- (mit Ursula Rautenberg): Die Rezeption mittelalterlicher deutscher Dichtung. Eine Bibliographie ihrer Übersetzungen und Bearbeitungen seit der Mitte des 18. Jahrhunderts. Niemeyer, Tübingen 1989, ISBN 3-484-10620-4.
- mit Karl-Heinz Bausch (Hrsg.): Spracherwerb und Sprachunterricht für Gehörlose. Zielsetzungen und Probleme (= Reihe Germanistische Linguistik. Bd. 94). Niemeyer, Tübingen 1989, ISBN 3-484-31094-4.
- Patinierung und Renovierung. Zum Übersetzungsproblem altdeutscher Texte in die Gegenwartssprache. In: Bea Lundt/Helma Reimöller (Hrsg.): Von Aufbruch und Utopie. Perspektiven einer neuen Gesellschaftsgeschichte des Mittelalters. Für und mit Ferdinand Seibt aus Anlaß seines 65. Geburtstages. Böhlau, Köln 1992, ISBN 3-412-10891-X, S. 353–366.
- (Mithrsg.): Sprache und bürgerliche Nation. Beiträge zur deutschen und europäischen Sprachgeschichte des 19. Jahrhunderts. de Gruyter, Berlin 1998, ISBN 3-11-014495-6.
- (Bearb.): Hermann Paul: Mittelhochdeutsche Grammatik. 24. Auflage. überarb. von Peter Wiehl und Siegfried Grosse. Niemeyer, Tübingen 1998, ISBN 3-484-10233-0.

Übersetzungen
- Hartmann von Aue: Der arme Heinrich. Mittelhochdeutsch/neuhochdeutsch. Übers. von Siegfried Grosse. Hrsg. von Ursula Rautenberg. Reclam, Ditzingen 2011, ISBN 978-3-15-000456-2.

- Das Nibelungenlied. Mittelhochdeutsch/Neuhochdeutsch / nach der Handschrift B herausgegeben von Ursula Schulze. Ins Neuhochdeutsche übersetzt und kommentiert von Siegfried Grosse. Bibliographisch aktualisierte Ausgabe. Reclam, Ditzingen 2024, ISBN 978-3-15-018914-6.

Festschriften
- Werner Besch (Hrsg.): Festschrift für Siegfried Grosse zum 60. Geburtstag (= Göppinger Arbeiten zur Germanistik. Bd. 423). Kümmerle, Göppingen 1984, ISBN 3-87452-649-6.
- Gert Rickheit (Hrsg.): Dialog. Festschrift für Siegfried Grosse. Niemeyer, Tübingen 1990, ISBN 3-484-10647-6.

- Jianhua Zhu, Hans-R. Fluck, Rudolf Hoberg (Hrsg.): Interkulturelle Kommunikation Deutsch-Chinesisch. Kolloquium zu Ehren von Siegfried Grosse (= Angewandte Sprachwissenschaft. Bd. 19). Lang, Frankfurt am Main 2006, ISBN 3-631-55015-4 (Bibliographie Siegfried Grosse S. 568–576).

- Hans-R. Fluck, Jianhua Zhu (Hrsg.): Vielfalt und Interkulturalität in der internationalen Germanistik. Festgabe für Siegfried Grosse zum 90. Geburtstag (= Arbeiten zur angewandten Linguistik. Bd. 5). Stauffenburg-Verlag, Tübingen 2014, ISBN 978-3-95809-040-8.